# Anahuac, Pueblo Viejo
Anahuac är en ort i Mexiko.   Den ligger i kommunen Pueblo Viejo och delstaten Veracruz, i den östra delen av landet, 300 km norr om huvudstaden Mexico City. Anahuac ligger 8 meter över havet och antalet invånare är 13 074.
Terrängen runt Anahuac är platt. Havet är nära Anahuac åt sydväst. Runt Anahuac är det ganska tätbefolkat, med 199 invånare per kvadratkilometer. Närmaste större samhälle är Tampico, 6,0 km norr om Anahuac.